# Made in China (film, 2005)
Pour les articles homonymes, voir Made in China.
 (janvier 2017).
Si vous disposez d'ouvrages ou d'articles de référence ou si vous connaissez des sites web de qualité traitant du thème abordé ici, merci de compléter l'article en donnant les références utiles à sa vérifiabilité et en les liant à la section « Notes et références ».
Pour plus de détails, voir Fiche technique et Distribution.
Made in China est un film documentaire belge réalisé par Julien Selleron et produit par Manuel Poutte, sorti en 2005.

## Synopsis
Le film débute fin 2004, au moment où Jia Zhangke, dont les films sont projetés partout sauf en Chine, commence à préparer le tournage de The World, son premier film réalisé avec l'accord des autorités chinoises. Début de tournage clandestin, puis conférence de presse pour annoncer que le tournage est autorisé. Le documentariste suit ensuite Zhangke dans sa province natale, dans sa famille, et sur les lieux où a été tourné Xiao Wu, artisan pickpocket. Le cinéaste, au travers de son propre parcours, explique comment dans chaque film il a tenté de montrer les profondes mutations qui ont affecté la société chinoise.

## Fiche technique
- Titre : Made in China
- Réalisation : Julien Selleron
- Producteur : Manuel Poutte
- Montage : Yannick Leroy
- Pays d'origine : Belgique - France
- Format : Couleurs - DV
- Genre : Documentaire
- Durée : 65 minutes
- Date de sortie : 2005
- Maison de production : Lux Fugit Film

## Sélections festivalières et projections spéciales
- F.I.D. Festival International du film Documentaire de Marseille, 2005
- Festival 8e Objectif Doc au CWB à Paris, 2005
- Festival (5) sur 5 à La Louvière, 2005
- Festival dei popoli à Florence, 2005
- Festival Mexicain Ambulante, 2008
- Festival Images de Ville, Aix en Provence, 2008